# Francisco Hernández de Córdoba (descoperitorul Yucatánului)
Descoperitorul Yucatánului, Francisco Hernández de Córdoba (n. 1475, Córdoba, Andaluzia, Spania – d. 1518, Sancti Spíritus, Cuba), a mers în expediții cu Bernal Diaz del Castillo și a murit fiind rănit în luptă cu indienii Maya.